# Jänissaari (ö i Finland, Södra Savolax, S:t Michel, lat 61,70, long 26,54)
Jänissaari är en ö i Finland. Den ligger i sjön Suontee och i kommunen Hirvensalmi i den ekonomiska regionen  S:t Michel och landskapet Södra Savolax, i den södra delen av landet, 190 km nordost om huvudstaden Helsingfors. Öns area är 1,1 hektar och dess största längd är 180 meter i sydöst-nordvästlig riktning.